# Liechtensteiner-Cup 2014-2015
La Liechtensteiner-Cup 2014-2015 è stata la 70ª edizione della coppa nazionale del Liechtenstein, iniziata il 26 agosto 2014 e terminata il 13 maggio 2015 con la finale. Il Vaduz si è confermato campione in carica per il terzo anno consecutivo.

## Squadre partecipanti

### Primo turno (12 squadre)
- 5 club della 5.Liga

-  Eschen/Mauren III
-  Ruggell II
-  Schaan Azzurri III

-  Triesenberg II
-  Vaduz III

- 3 club della 4.Liga

-  Balzers III
-  Eschen/Mauren II
-  Triesen II

- 4 club della 3.Liga

-  Balzers II
-  Schaan Azzurri

-  Triesen
-  Triesenberg

### Secondo turno (8 squadre)
- 6 club vincitori del primo turno
- 2 club che non si sono qualificati per le semifinali nell'edizione precedente

-  Balzers
-  Vaduz II

### Quarti di finale (8 squadre)
- 4 club vincitori del secondo turno
- 4 club semifinalisti nell'edizione precedente

-  Vaduz
-  Eschen/Mauren

-  Ruggell
-  Schaan Azzurri II

## Primo turno
| Squadra 1          | Risultato       | Squadra 2        |
| ------------------ | --------------- | ---------------- |
| 26 agosto 2014     |                 |                  |
| Balzers II         | 1 - 1 (4-1 dcr) | Triesen          |
| Triesen II         | 1 - 7           | Schaan Azzurri   |
| 27 agosto 2014     |                 |                  |
| Eschen/Mauren III  | 1 - 0           | Triesenberg II   |
| Schaan Azzurri III | 0 - 2           | Triesenberg      |
| Balzers III        | 0 - 4           | Eschen/Mauren II |
| Vaduz III          | 0 - 3           | Ruggell II       |

## Secondo turno
| Squadra 1         | Risultato | Squadra 2   |
| ----------------- | --------- | ----------- |
| 30 settembre 2014 |           |             |
| Eschen/Mauren II  | 0 - 7     | Balzers     |
| Ruggell II        | 1 - 3     | Balzers II  |
| 1 ottobre 2014    |           |             |
| Schaan            | 1 - 4     | Vaduz U23   |
| 14 ottobre 2014   |           |             |
| Eschen/Mauren III | 0 - 1     | Triesenberg |

## Quarti di finale
| Squadra 1       | Risultato   | Squadra 2     |
| --------------- | ----------- | ------------- |
| 4 novembre 2014 |             |               |
| Schaan Azzurri  | 0 - 5       | Eschen/Mauren |
| 5 novembre 2014 |             |               |
| Ruggell         | 1 - 2 (dts) | Vaduz         |
| 31 marzo 2015   |             |               |
| Triesenberg     | 2 - 0       | Balzers II    |
| 7 aprile 2015   |             |               |
| Vaduz U23       | 3 - 1       | Balzers       |

## Semifinale
| Squadra 1      | Risultato   | Squadra 2 |
| -------------- | ----------- | --------- |
| 21 aprile 2015 |             |           |
| Eschen/Mauren  | 0 - 2       | Vaduz     |
| Triesenberg    | 1 - 0 (dts) | Vaduz U23 |

## Finale
| Arbitro: | Sascha Amhof |

|                                                          |           |  |
| Abegglen 21’ Muntwiler 26’ Schürpf 29’ Lang 63’ Sara 90’ | Marcatori |  |